# Salisano
Salisano es una localidad italiana de la provincia de Rieti, región de Lacio, con 567 habitantes.

## Evolución demográfica
| Gráfica de evolución demográfica de Salisano entre 1861 y 2001 |
|                                                                |
| Fuente ISTAT - Elaboración gráfica por parte de Wikipedia      |